# 锡瓦绿洲

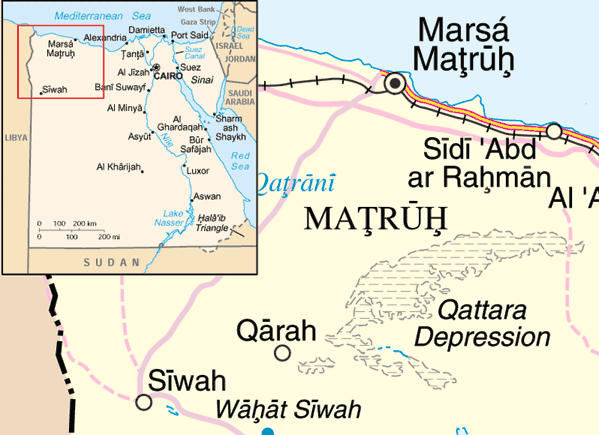
锡瓦绿洲地图

锡瓦绿洲（阿拉伯语：واحة سيوة，IPA：[ˈwæːħet ˈsiːwæ]）是埃及西北部沙漠中的绿洲，距离利比亚边界仅约50公里，距离开罗560公里。
锡瓦绿洲是埃及最孤立的定居点，有居民约2.3万，主要是柏柏尔人。当地种植油橄榄、椰枣树以及小麦、豆类等。当地留有古埃及、托勒密王朝和罗马时代的庙宇遗址。